# Педерсен, Маркус
Маркус Педерсен (норв. Marcus Pedersen; род. 8 июня 1990, Хамар, Хедмарк) — норвежский футболист, нападающий клуба «Хам-Кам».

## Клубная карьера

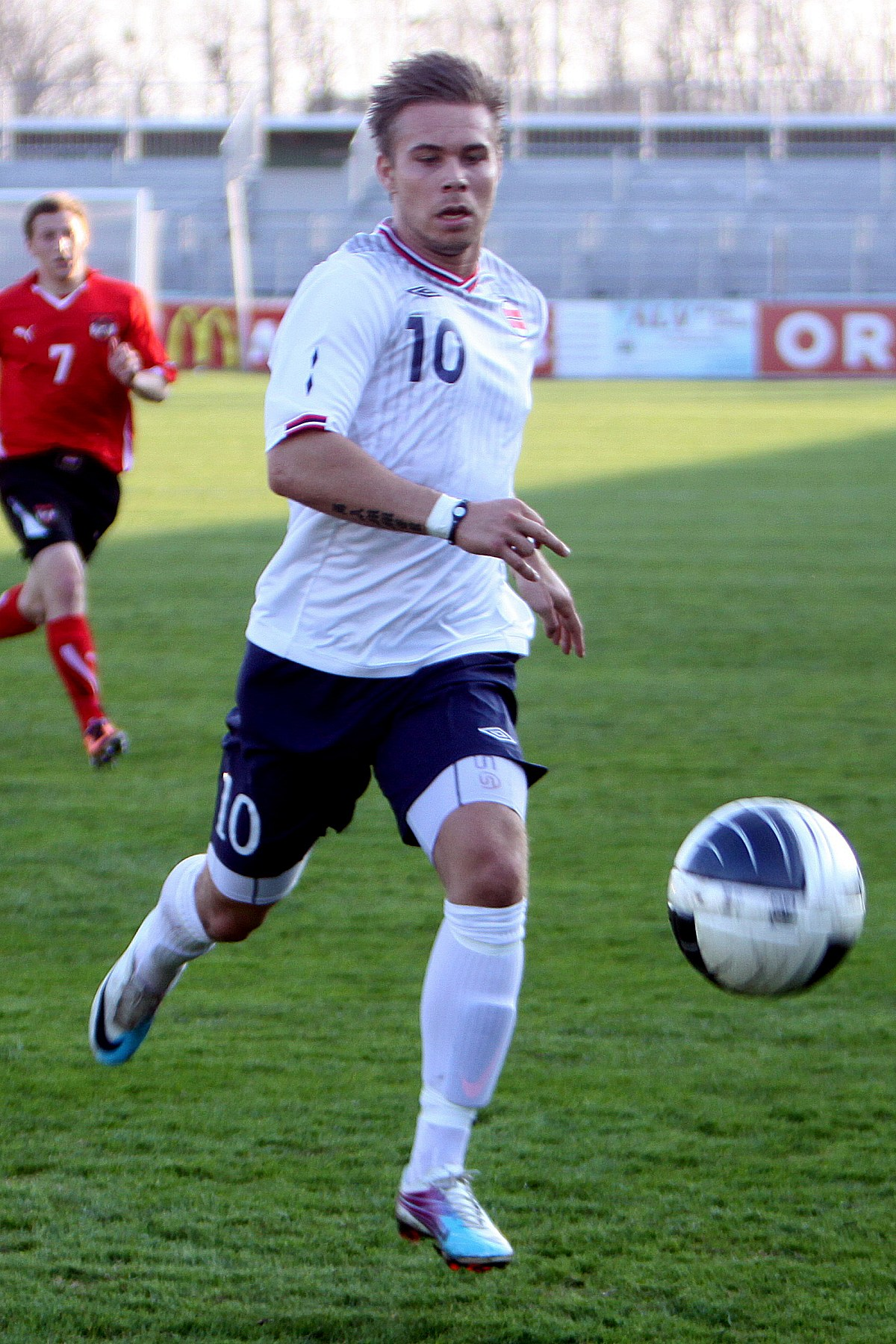
Педерсен в поединке за молодёжную сборную Норвегии

### «Хам-Кам»
Педерсен родился в Хамаре и начал свою карьеру в молодёжной команде местного клуба «Хам-Кам». Его первое выступление за взрослую команду было в возрасте 14 лет в товарищеском матче. В 2007 году Маркус был включен в заявку команды на сезон, но на поле так и не вышел. 9 апреля в матче против «Скейда» он дебютировал за «Хам-Кам». 9 июля 2008 года в матче против «Русенборга» Педерсен забил свой первый гол за клуб, который оказался победным. После довольно яркого дебюта он получил травму и не смог продолжить выступления.

### «Стрёмсгодсет»
В январе 2009 года Маркус перешёл в «Стрёмсгодсет». 15 марта в матче против «Старта» он дебютировал в Типпелиге за новый клуб. В этом поединке Педерсен сделал дубль и помог своей команде добиться ничьей. До конца сезона он отличился ещё трижды. Сезон 2010 года сложился для Маркуса очень удачно. Он забил 7 голов в 16 матчах, заняв второе место в списке бомбардиров чемпионата. Нападающим заинтересовались многие клубы, но полученная травма помешала его переходу в зимнее трансферное окно.

### «Витесс» и аренды
30 августа 2010 года Педерсен подписал контракт на четыре года с нидерландским «Витессом». Сумма трансфера составила 1,2 млн евро. 24 октября в матче против «Утрехта» он дебютировал в Эредивизи. Несмотря на то, что его команда проиграла, а Маркус появился на поле только во втором тайм, он был лучшим на поле и сумел забить единственный гол «Витесса» в этом поединке. 14 ноября во встрече против ВВВ-Венло Педерсен сделал «дубль» за две минуты. Как и в предыдущих клубах Маркус боролся с травмами.
После удачного первого сезона из-за повышенной травматичности, он перестал попадать в основу и в начале 2012 года вернулся на родину, где на правах полугодовой аренды начал выступления за «Волеренгу». 25 марта в поединке против «Хёугесунна» Педерсен дебютировал за новую команду. Уже через неделю Маркус забил дебютный гол, огорчив свою бывшую команду «Стрёмсгодсет». 22 июля в поединке против «Стабека» он оскорбил фанатов команды соперника, обвинив их нетрадиционной сексуальной ориентации, за что был наказан Норвежкой федерацией футбола в августе того же года. За «Волеренгу» Маркус провел 15 матчей и забил 8 голов.
Летом 2012 года Педерсен был снова отдан в аренду. Новой командой Маркуса стал датский «Оденсе». 2 сентября в матче против «Копенгагена» он дебютировал в датском чемпионате. 30 сентября в поединке против «Орхуса» Педерсен забил дебютный гол за новый клуб. По окончании срока аренды Маркус остался в «Оденсе» подписав с клубом контракт.
Летом 2013 года он на правах аренды перешёл в английский «Барнсли». 24 августа в матче против «Блэкберн Роверс» Маркус дебютировал в Чемпионшипе. 31 августа в поединке против «Хаддерсфилд Таун» Педерсен забил свой первый гол за «Барнсли».

### Возвращение в Норвегию
После окончания аренды Маркус перешёл в «Бранн». 17 августа 2014 года в матче против «Русенборга» он дебютировал за новый клуб. В этом же поединке Педерсен забил свой первый гол за клуб. Летом 2015 года Маркус вернулся в «Стрёмсгодсет». 30 августа в матче против «Мьёндалена» он сделал хет-трик.

## Международная карьера
Педерсен выступал за сборную страны различных возрастов. 8 января 2013 года в товарищеском матче против сборной ЮАР Маркус дебютировал за сборную Норвегии. 15 ноября в поединке против сборной Дании он забил свой первый гол за национальную команду.
В июне 2013 года Педерсен был включен в заявку молодёжной команды на участие в молодёжном чемпионате Европе в Израиле. 5 июня в матче открытия против хозяев чемпионата он забил два гола и спас его команду от поражения. Маркус также принял участие в поединках против команд Испании и Англии

### Голы за сборную Норвегии
| #   | Дата           | Место                     | Противник | Счёт | Результат | Соревнование      |
| --- | -------------- | ------------------------- | --------- | ---- | --------- | ----------------- |
| 01. | 15 ноября 2013 | MCH Arena, Хернинг, Дания | Дания     | 1:1  | 2:1       | Товарищеский матч |